# Francesc Español
Francesc Español Coll (Valls, 1907 - Barcelona, 1999) fue un entomólogo español y uno de los primeros especialistas mundiales en algunas familias de coleópteros y de la fauna cavernícola y describió cerca de seiscientos taxones.

## Biografía
Francesc Español Coll nació en Valls (Tarragona), hijo de un destacado abogado de dicha población. Estudió bachillerato en Tarragona, y cursó estudios de farmacia en la Universidad de Barcelona, donde se licenció en 1935, pero enseguida mostró una gran afición por la entomología y nunca se dedicó a la farmacia. Ya en 1924 trabajaba en el Museo de Zoología de Barcelona, del que sería nombrado Regente de Entomología en 1932. En 1941 fue nombrado Conservador del Museo y en 1966 Director de dicha institución, aunque ya había actuado como su máximo responsable desde 1939. En 1969 ingresó en la Real Academia de Ciencias y Artes de Barcelona. En 1982 fue nombrado doctor honoris causa por la Universidad Autónoma de Barcelona  y la medalla Narcís Monturiol de la Generalitat de Cataluña (1984). Participó en el Proyecto Fauna Ibérica, del Consejo Superior de Investigaciones Científicas (CSIC), siendo autor del volumen 2 (1992).
Su labor científica se centró en los coleópteros (Tenebrionidae y Anobiidae), especialmente en su taxonomía y en los aspectos biogegráficos subyacentes a la misma. A los 17 años realizó su primera exploración en una cavidad subterránea para recolectar fauna, descubriendo una nueva especie de coleóptero carvernícola Speophilus espanoli, lo que acrecentó su afición a la bioespeleología; a lo largo de su vida exploró más de 1.500 cavidades.
Publicó más de 400 artículos científicos en los que describió más de 500 taxones nuevos para la ciencia (géneros, subgéneros, especies y subespecies), sobre todo de fauna cavernícola, Tenebrionidae y Anobiidae. Fue el fundador de la bioespeleología en España.
Otro de los aspectos que cabe destacar de Francesc Español es su influencia sobre los jóvenes. La mayoría de los entomólogos catalanes de la segunda mitad del siglo XX son discípulos suyos y frecuentaron el Museo de Zoología de Barcelona en busca de su consejo y ayuda.